# ارس اش
ارس اش (نام علمی: Juniperus ashei) نام یک گونه از سرده ارس‌ها است.